# Festival du film de fesses
Le Festival du film de fesses est un festival de cinéma érotique fondé en 2014 par Anastasia Rachman et Maud Bambou,,. Il se déroule à Paris à la fin du mois de juin dans plusieurs cinémas du Quartier latin et franciliennes.
En 2025, le festival célèbre sa 10e édition.